# Miss International 1997
Miss International 1997, trentasettesima edizione di Miss International, si è tenuta presso il Kyoto Hall di Kyoto il 20 settembre 1997. La venezuelana Consuelo Adler è stata incoronata Miss International 1997.

## Risultati

### Piazzamenti
| Risultato finale        | Concorrente |
| ----------------------- | --- |
| Miss International 1997 | - Venezuela - Consuelo Adler |
| 2ª classificata         | - India - Diya Abraham |
| 3ª classificata         | - Francia - Marie Pauline Borg |
| Finaliste               | - Brasile - Valéria Böhm - Colombia - Ingrid Náder - Corea del Sud - Kim Ryang-Hee - Filippine - Susan Jane Ritter - Giappone - Sayuri Seki - Israele - Lital Shapira - Perù - Ana Virginia Matallana - Polonia - Agnieszka Myko - Porto Rico - Ymak Fagundo - Spagna - Isabel Gil Gambín - Tunisia - Hajer Radhouene - Turchia - Kamile Burcu |

### Riconoscimenti speciali
| Riconoscimento        | Concorrente                  |
| --------------------- | ---------------------------- |
| Miss Friendship       | - Turchia - Kamile Burcu     |
| Miss Photogenic       | - Venezuela - Consuelo Adler |
| Miss National Costume | - Brasile - Valéria Böhm     |

## Concorrenti
- Argentina - Nadia Jimena Cerri
- Aruba - Louisette Mariela Vlinder
- Australia - Nadine Therese Bennett
- Bolivia - Fabiana Nieva Caso
- Brasile - Valéria Cristina Böhm
- Colombia - Ingrid Katherine Náder Haupt
- Corea del Sud - Kim Ryang-Hee
- Curaçao - Jadira Suleika Bislick
- Filippine - Susan Jane Juan Ritter
- Finlandia - Maria Hannele Hietanen
- Francia - Marie Pauline Borg
- Germania - Manuela Breer
- Giappone - Sayuri Seki
- Grecia - Vanessa Stavrou
- Guatemala - Glenda Cifuentes
- Hawaii - Christina Pei Jung Lin
- Honduras - Jennifer Elizabeth Parson Campbell
- Hong Kong - Charmaine Sheh
- India - Diya Abraham
- Isole Marianne Settentrionali - Maria Theresa Falalimpa Acosta
- Israele - Lital Pnina Shapira
- Libano - Nisrine Sami Nasr
- Macao - Andrijana Acoska
- Malta - Ramona Bonnici
- Messico - Marisol Alonso González
- Paraguay - Martha Graciela Maldonado
- Perù - Ana Virginia Matallana Illich
- Polonia - Agnieszka Beata Myko
- Porto Rico - Ymak Farrah Fagundo Soto
- Portogallo - Lara Kátia Fonseca
- Regno Unito - Rachael Liza Warner
- Rep. Ceca - Gabriela Justinová
- Rep. Dominicana - Elsa María Peña Rodríguez
- Russia - Victoria Vladimirovna Maloivan
- Singapore - Joey Chin Chin Chan
- Slovacchia - Monika Coculová
- Spagna - Isabel Gil Gambín
- Stati Uniti - Tanya Lorraine Miller
- Tunisia - Hajer Radhouene
- Turchia - Kamile Burcu Esmersoy
- Ucraina - Julia Vladimirovna Zharkova
- Venezuela - Consuelo Adler Hernández